# Invisible Sister
Invisible Sister is een Disney Channel Original Movie uit 2015, gebaseerd op het boek My Invisible Sister van Beatrice Colin en Sara Pinto. De film is geregisseerd door Paul Hoen en de hoofdrolspeelsters zijn Rowan Blanchard en Paris Berelc. Het gaat over een student die haar oudere zus onzichtbaar maakt als gevolg van een mislukt wetenschappelijk project. De première was op 9 oktober 2015 en werd bekeken door 4.030.000 mensen.